# Josep Campabadal i Calvet
Josep Campabadal i Calvet (Balaguer, Tarragona, 18 de juliol de 1849 - Cartago, Costa Rica, 22 de juny de 1905) fou un pianista i compositor català.

## Biografia
Als set anys començà els seus estudis a Balaguer amb Francesc Comes. A Lleida estudià orgue i contrapunt amb Magí Pontí, i a Barcelona, harmonia i composició amb Antonio Rius. A Barcelona el mestre de capella de la catedral, Sancho Marraco, li confià la direcció de la capella de música de la catedral, on tingué molts alumnes, entre ells Eusebio Daniel, i obtingué la plaça de pianista del Cafè Espanyol. Feu nombrosos concerts de piano i es dedicà també a la docència d'aquest instrument. Va ser molt admirat a Brussel·les, on va obtenir, entre altres distincions, el primer premi d'orgue i cant pla, a més d'haver estat professor de fuga i contrapunt abans d'acabar els estudis.
El 1876 es traslladà a Costa Rica com a organista i mestre de capella a la basílica dels Àngels de Cartago. Impulsà la vida musical de Costa Rica i hi fundà l'associació coral Euterpe, seguint els models catalans.

## Obra
Compongué trenta-cinc peces simfòniques, vint-i-tres misses i trenta-dos motets. Durant la reforma de l'ensenyament del president Mauro Fernández edità la primera col·lecció de cants escolars el 1888.
És autor de la música de l'Himne Patriòtic al 15 de setembre (Costa Rica, 1883), amb lletra de l'espanyol Juan Fernández Ferraz, que va ser adoptat oficialment i s'ha cantat des de llavors per celebrar la independència. Va ser condecorat pel Govern.
Campabadal escriví centenars d'obres, en gran part degut a les seves funcions d'MC i per aquest motiu de caràcter religiós, però també abundant música de saló per a piano, derivada de les seves funcions pedagògiques, especialment masurques, d'estil senzill, fugint del virtuosisme i plenament dins de l'esperit del piano del romanticisme primerenc, estil que pot estar perfectament representat en la masurca publicada a La Música Ilustrada Hispanoamericana. En una llarga carta que escrivia des de Cartago en aquesta revista tractava d'expressar la seva línia estètica fent una crítica de Wagner i de Puccini i rendint homenatge a Perosi: «I m'acomiado dient que aquests grans genis a qui jo respecto i admiro, amb tot i les seves produccions sorprenents, babilòniques, no faran oblidar mai les obres dels nostres antics mestres».
Publicà també obres didàctiques (Cantos escolares, 1888; ABC musical para las escuelas, 1894) i un Tratado de teoría y crítica musical.
De retorn a Balaguer, va compondre la Marxa dels comtes d'Urgell (amb arranjament posterior de Francesc Barrot).

### Obres

#### Didàctiques
- Cantos escolares, Cartago, 1888
- ABC musical, texto para las escuelas de Costa Rica, Barcelona, José Cunill, 1894.
- Apuntes sobre armonía
- Métodos de solfeo
- Tratado de teoría y crítica música

#### Música religiosa
- Benedictus, B, órg, 1886, (FB/UME)
- Gozos a S. José, 3V, órg, (FB/UME)
- Gran réquiem dramático
- Oh Salutaris, T, órg, 1886 (UME)
- Tu es Petrus

#### Piano
- Amaya, Maz
- Amor jurado, Val
- Brisas de mayo, col·lecció de Val
- El limosnero y el crepúsculo, Val
- Ella, Maz
- La desposada, Maz (UME)
- La sultana Euterpense, Maz
- Mazurca, 1900 (VR)
- Mis querellas, Maz
- Pablo y Virginia, Val
- Raquel, Pk (UME)
- Sonata en Re menor
- Tormento, Maz